# Дональд Донго
Дональд Кресус Донго (фр. Donald Cresus Dongo; нар. 10 квітня 2003, Сікенсі, Аньєбі-Тіасса, Лагюн, Кот-д'Івуар) — івуарійський футболіст, півзахисник клубу Вищої ліги Білорусі БАТЕ.

## Життєпис
Виступав у клубі «Нгуєн'Азуку». У березні 2024 року вільним агентом перейшов до могиловського «Дніпра», з яким підписав контракт до кінця першого кола білоруського чемпіонату. Дебютував за клуб 29 березня 2024 року у матчі проти дзержинського «Арсеналу», в якому вийшов на поле у стартовому складі. Дебютним забитим голом за клуб відзначився 18 травня 2024 року в матчі проти новополоцького «Нафтана». Після закінчення першого кола білоруського чемпіонату продовжив контракт із могилівським клубом до кінця сезону. Протягом сезону виступав за клуб у ролі одного з ключових гравців, відзначився 4-ма голами та 6-ма результативними передачами. За підсумками сезону разом із клубом завершив чемпіонат на підсумковому передостанньому місці й вилетів до Першої ліги. У листопаді 2024 року з'явилася інформація про те, що футболіст залишить могильовський клуб й перейшов до іншого клубу Вищої ліги.
У грудні 2024 року вільним агентом приєднався до борисовського БАТЕ, з яким підписав контракт до кінця сезону. Через декілька днів, після оголошення про перехід футболіста до БАТЕ, могильовський «Дніпро» офіційно повідомив про розлучення з африканським легіонером й дорікнув борисовському клубу в неточній інформації через ще на той час чинний контракт.